# Нижняя Кумозерка
Нижняя Кумозерка — река в России, протекает в Республике Карелия по Кемскому, а затем по Лоухскому району. Начинается из Янецозера; общее направление течения северное. Протекает через Нижнее Торджозеро; принимает в себя сток из Верхнего Торджозера и приток с неустановленным названием. Течёт по лесной заболоченной безлюдной местности примерно в 7 км (по прямой) к западу от трассы «Кола». Имеются пороги.
Впадает в Нижнее Кумозеро в его юго-восточной части, известной как губа Домашняя, вблизи (примерно 1 км, в том числе через пролив) упразднённого населённого пункта Нижнее Кумозеро. Длина реки составляет 10 км, площадь водосборного бассейна 180 км².
Высота устья — 82,0 м над уровнем моря, высота истока — 84,5 м над уровнем моря.

## Данные водного реестра
По данным государственного водного реестра России относится к Баренцево-Беломорскому бассейновому округу, водохозяйственный участок реки — реки бассейна Белого моря от западной границы бассейна реки Нива до северной границы бассейна реки Кемь, без реки Ковда. Речной бассейн реки — бассейны рек Кольского полуострова и Карелии, впадает в Белое море.
Код объекта в государственном водном реестре — 02020000712102000002322.